# گیاهان گوشتی

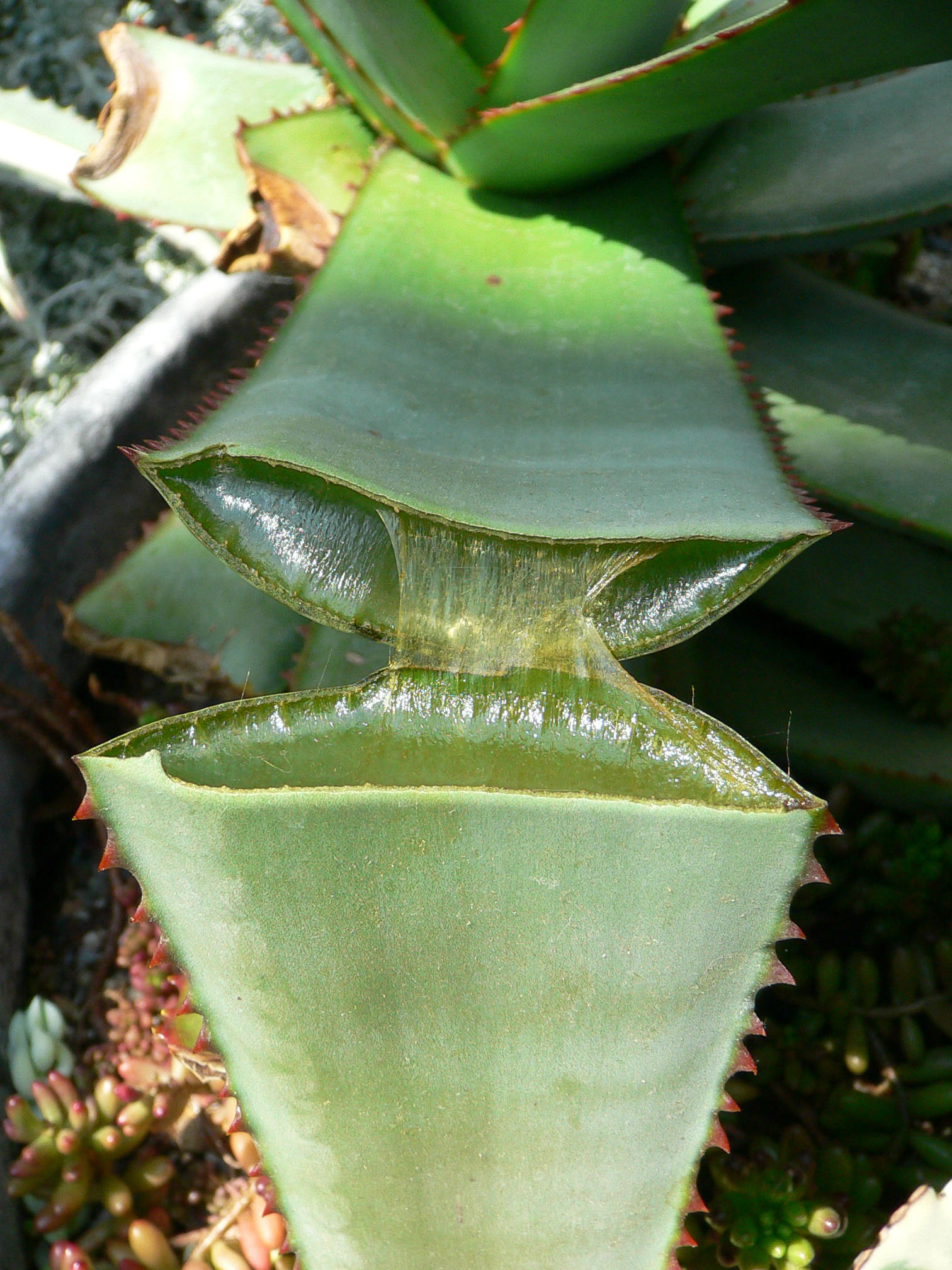
گیاهان گوشتی، مانند این صبر زرد، آب را در برگ‌های گوشتی ذخیره می‌کنند.

گیاهان گوشتی (انگلیسی: Succulent plants)، که در گیاه‌شناسی به آن‌ها گیاهان آب‌دار، ساکولنت‌ها و گیاهان شیره‌دار نیز گفته می‌شود، گیاهانی هستند که قسمت‌هایی از آن‌ها ضخیم، گوشتی و محکم شده‌است تا بتوانند در اقلیم خشک یا شرایط بد خاک، آب را در خود نگه دارند. البته در بیشتر موارد، از این ویژگی برای طبقه‌بندی علمی این‌گونه گیاهان استفاده نمی‌شود چرا که این ویژگی هنگامی باعث طبقه‌بندی درست می‌شود که گیاهان یک گونه خاص را بررسی کنیم.
کلمه ساکولنت (Succulent) از کلمه لاتین sucus به معنی شیره یا آب گیاه، گرفته شده‌است. گیاهان گوشتی ممکن است آب را در ساختارهای مختلف مانند برگ و ساقه ذخیره کنند. ساقه و برگ در برخی ساکولنت‌ها ممکن است حاوی ۹۰ تا ۹۵ آب باشد. برخی از تعاریف شامل ریشه نیز می‌شود، بنابراین زمین‌گیاهان، گیاهانی که در شرایط ناسازگار از بالا شروع به مردن می‌کنند تا در نهایت تنها ریشه زنده بماند و سپس در شرایط مناسب اقلیمی دوباره رشد می‌کنند، به عنوان ساکولنت در نظر گرفته می‌شوند. در باغبانی، اصطلاح ساکولنت برای گیاهانی مانند کاکتوس‌ها که در گیاه‌شناسی آن‌ها را ساکولنت می‌نامند به کار نمی‌رود. ساکولنت‌ها به دلیل ظاهر چشمگیر و غیرمعمول و همچنین توانایی رشد با حداقل مراقبت، غالباً به عنوان گیاهان زینتی پرورش می‌یابند.
بسیاری از خانواده‌های گیاهی دارای چندین گونه ساکولنت هستند (بیش از ۲۵ خانواده گیاهی). در بعضی از خانواده‌ها مانند، گل‌نازیان، کاکتوس‌ها و علف‌فرشیان، بیشتر گونه‌ها ساکولنت هستند. زیستگاه این گیاهان بیشتر در مناطقی با دمای بالا و بارندگی کم، مانند بیابان‌ها است. ساکولنت‌ها توانایی بهره بردن از منابع محدود آب مانند مه و شبنم را دارند که باعث می‌شود بتوانند در بوم‌سازگان حاوی منابع کم‌آب زنده بمانند.

## تعریف

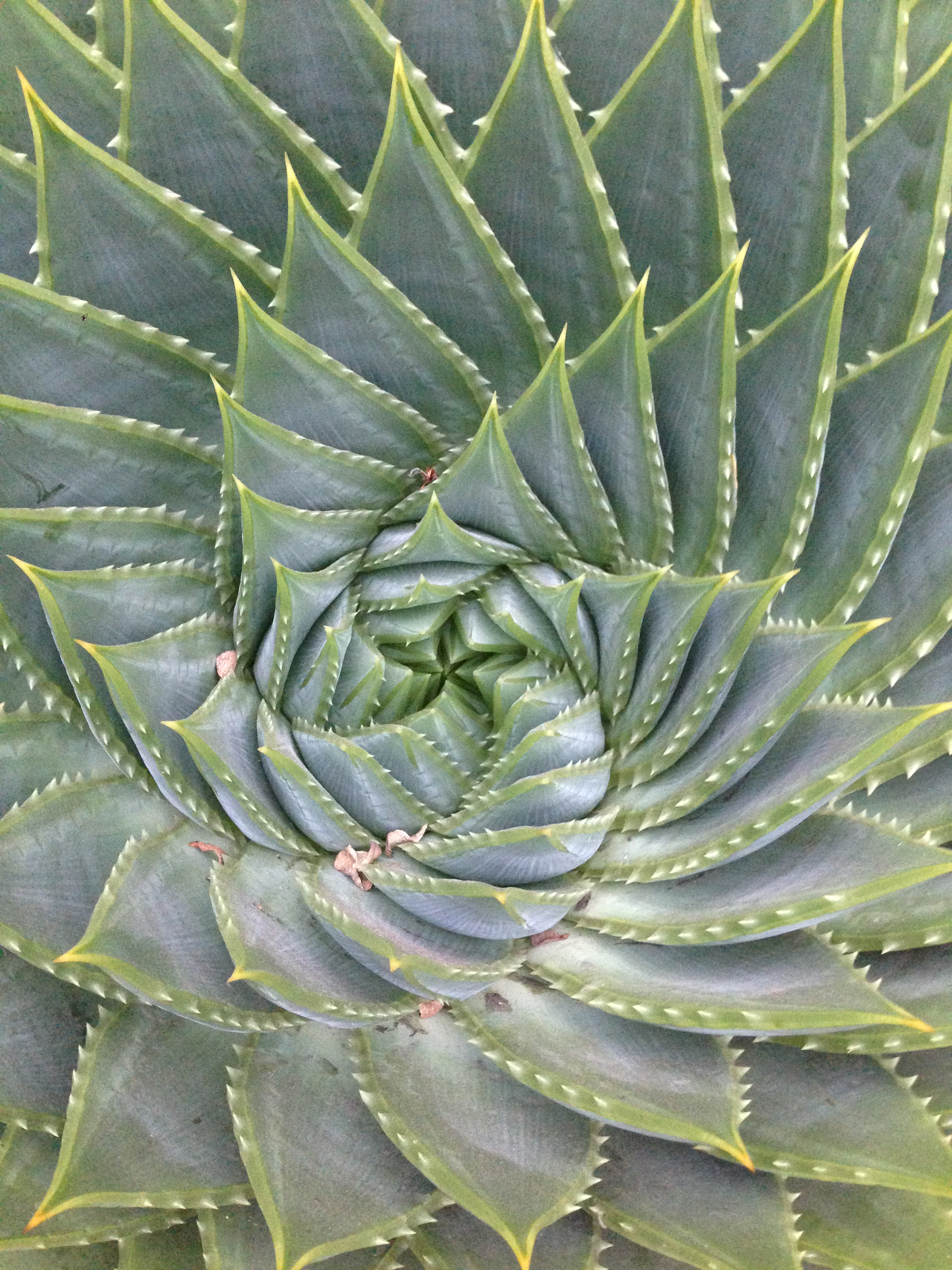
مرکز گیاه گوشتی شب‌یار مارپیچی

طبق تعریف، گیاهان آبدار گیاهانی مقاوم در برابر خشک‌سالی هستند که در آن‌ها برگ، ساقه یا ریشه‌ها با توسعه بافت ذخیره‌کننده آب، گوشتی‌تر از معمول می‌شوند. برخی منبع‌ها ویژگی داشتن ریشه گوشتی را از این تعریف جدا می‌کنند؛ تعریفی همچون: «گیاهی با ساقه‌های ضخیم، گوشتی و متورم یا برگ سازگار با محیط‌های خشک». این تعریف زمین‌گیاهان را در یک دسته با گیاهان گوشتی طبقه‌بندی نمی‌کند، این اندام‌های زیرزمینی شامل پیاز، تجه و کورم هستند. این اندام‌ها غالباً گوشتی و همراه بافت‌های ذخیره‌کنندهٔ آب هستند؛ بنابراین اگر داشتن ریشه‌های گوشتی را در تعریف ساکولنت بگنجانیم، بسیاری از زمین‌گیاهان در دسته ساکولنت‌ها طبقه‌بندی می‌شوند. گیاهان سازگار با زندگی در محیط‌های خشک مانند گیاهان آبدار، گیاه خشکی‌زی نامیده می‌شوند. با این حال، همه گیاهان خشکی‌زی، گیاه آب‌دار نیستند، زیرا روش‌های دیگری نیز برای سازگاری با کمبود آب وجود دارد، برای نمونه، با ایجاد برگ‌های کوچک که ممکن است لوله شوند یا برگ‌های چرمی به جای برگ‌های گوشتی. از طرفی همه گیاهان گوشتی نیز خشکی‌زی نیستند، زیرا گیاهانی مانند کراسولا هلمزی (Crassula helmsii) گیاهانی آب‌دار هستند اما درون آب زندگی می‌کنند.
برخی از کسانی که به عنوان سرگرمی گیاهان گوشتی پرورش می‌دهند ممکن است این کلیدواژه را به روشی متفاوت از گیاه‌شناسان به کار برند. در استفاده باغبانی، بیشتر وقت‌ها کلیدواژه گیاه گوشتی، کاکتوس‌ها را دربر نمی‌گیرد. برای نمونه، کتاب سه جلدی گیاهان آبدار نوشته جاکوبسن (Jacobsen) شامل کاکتوس‌ها نیست. بسیاری از کتاب‌هایی که در مورد کشت اینگونه گیاهان نوشته شده‌است، «کاکتوس‌ها و گیاهان آب‌دار» را در یک عنوان همراه با هم بیان می‌کنند. با این حال، در کلیدواژه‌های گیاه‌شناسی، کاکتوس‌ها گیاه گوشتی هستند، اما برعکس آن درست نیست زیرا بسیاری از گیاهان آبدار، کاکتوس نیستند. کاکتوس‌ها یک گروه تک‌تبار را تشکیل می‌دهند و جدا از یک گونه، فقط بومی بر جدید (نیم‌کره غربی) هستند، اما در طی فرگشت موازی، گیاهان مشابه ظاهری در خانواده‌های کاملاً متفاوت مانند خرزهره‌ایان در دنیای قدیم فرگشت یافتند.
تفاوت اصلی کاکتوس‌ها با سایر گیاهان گوشتی، وجود توپچه است. سایر گیاهان آب‌دار با وجود داشتن خار (در برخی گونه‌ها) فاقد توپچه هستند.
یک مشکل دیگر برای طبقه‌بندی این‌گونه گیاهان این است که خانواده گیاهی (سرده) آن‌ها، نه گیاه گوشتی و غیرگوشتی است بلکه هردو را شامل می‌شود. در بسیاری از سرده‌ها و خانواده‌ها، گیاهان به ترتیب از گیاهانی با برگ‌های نازک و ساقه‌های متوسط تا آن‌هایی که برگ یا ساقه کاملاً ضخیم و گوشتی دارند طبقه‌بندی می‌شوند، بنابراین ویژگی «ساکولنت» برای تقسیم گیاهان به سرده و خانواده بی‌معنی می‌شود. یک گونه یکسان ممکن است در منابع گوناگون، به‌طور متفاوتی طبقه‌بندی شود.
باغبانان بیشتر از کلیدواژه‌های تجاری پیروی می‌کنند و ممکن است سایر گروه‌های گیاهان مانند آناناسیان را که از نظر علمی ساکولنت محسوب می‌شوند را کنار بگذارند. یک تعریف غیر علمی و کارامد باغبانان این است: «یک گیاه آب‌دار، گیاهیست که در کویر بروید و یک گرد آورنده ساکولنت، بخواهد آن را در کلکسیون خود جای دهد». دنیای تجارت گیاهان آبدار در طبقه‌بندی ساکولنت‌ها پیرو نظر خریداران است. در بازار گیاهانی که با نام «ساکولنت» ارائه می‌شوند، کمتر شامل زمین‌گیاهان می‌شوند اما شامل گیاهان تنه خرمایی (گیاهانی که اندام ذخیره‌سازی مواد خوراکی آن‌ها از جنس ریشه، ساقه یا هردو است و به صورت بادکرده، در سطح خاک و بیرون از زمین هستند).

## رخسار

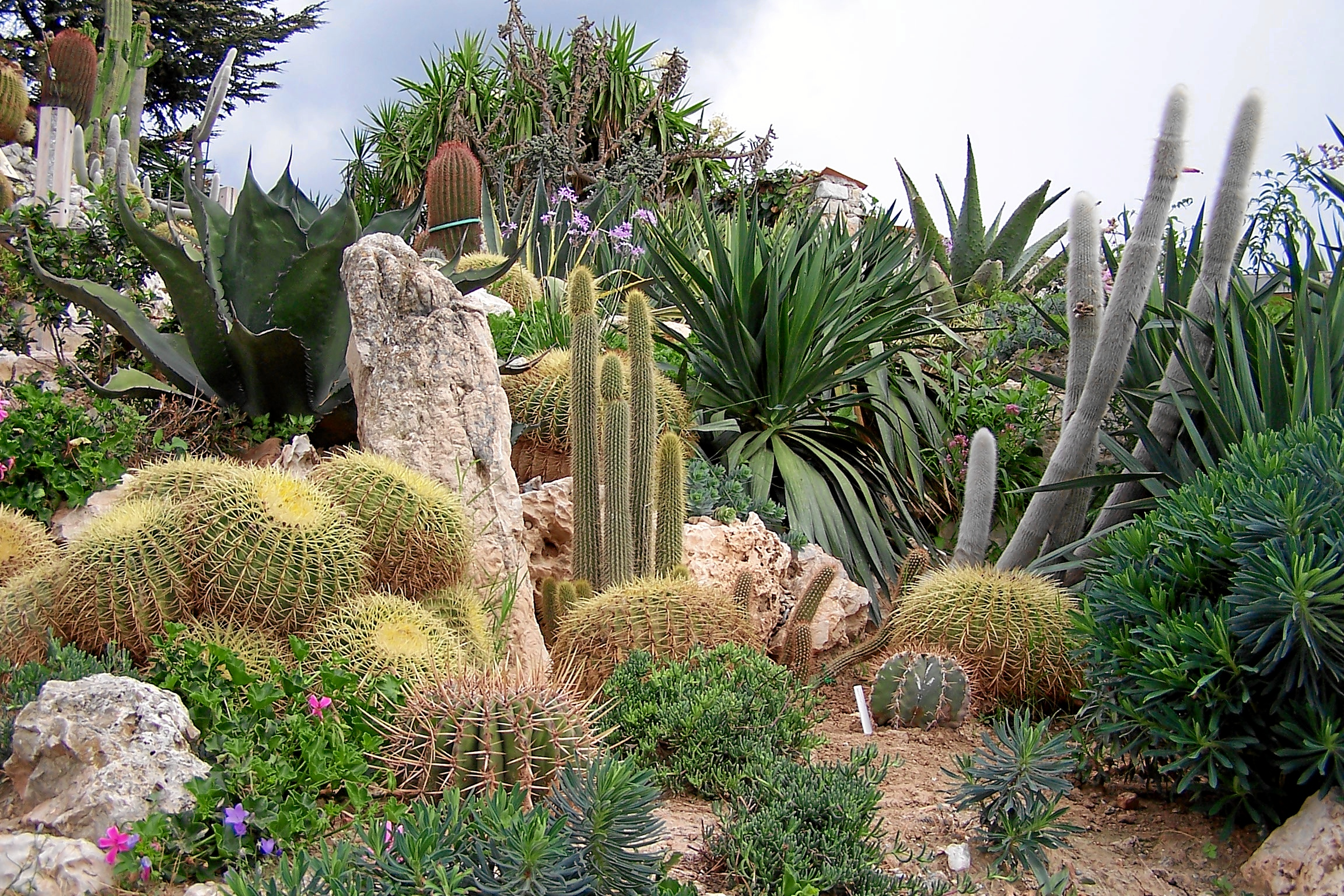
مجموعه‌ای از گیاهان گوشتی، از جمله کاکتوس‌ها، از باغ گیاه‌شناسی ئز (Jardin botanique d'Èze) در فرانسه

به خاطر ذخیره آب در گیاهان آبدار، ظاهر آنان بادکرده‌تر و گوشتی‌تر از گیاهان دیگر است. این ویژگی در گیاهان، 'گوشتی بودن' یا 'Succulence' نامیده می‌شود. افزون بر گوشتی بودن، تعدادی از گونه‌های ساکولنت دارای ویژگی‌هایی برای صرفه‌جویی در مصرف آب نیز هستند. این ویژگی‌ها دربردارنده:
- متابولیسم اسید کراسولاسه (CAM) برای به حداقل رساندن اتلاف آب
- کاهش یا از دست دادن کامل برگ‌ها یا استوانه‌ای و کروی شدن آن‌ها
- کاهش تعداد روزنه‌ها
- به جای برگ‌ها، ساقه‌ها به عنوان پایگاه اصلی فتوسنتز انتخاب می‌شوند.
- رشد به صورت فشرده، کاهش یافته، کوسن-گونه، ستونی یا کروی
- سطح دندانه‌دار، گیاه را توانا به افزایش حجم در مدت کوتاه و کاهش سطح مقطع رو به آفتاب می‌کند.
- سطح خارجی مومی، مویی یا خاردار یک ریز-زیستگاه مرطوب در اطراف گیاه ایجاد می‌کند، که باعث کاهش جریان هوا در سطح گیاه و در نتیجه کاهش تبخیر و همچنین ایجاد سایه می‌شود.
- ریشه‌ها در برخی از این گیاهان، بسیار نزدیک به سطح خاک هستند، بنابراین آن‌ها قادر به جذب رطوبت حاصله از بارش‌های بسیار کوتاه و حتی شبنم هستند.
- توانایی نگه داشت و از دست ندادن آب حتی در دماهای درونی بالا (۵۲ درجه سانتی‌گراد)
- کوتیکول (پوست) خارجی بسیار غیرقابل نفوذ
- پوشش و ترمیم سریع زخم‌ها[۸]
- مواد لیزآب، که به میزان زیادی آب را در خود نگه می‌دارند

## زیستگاه

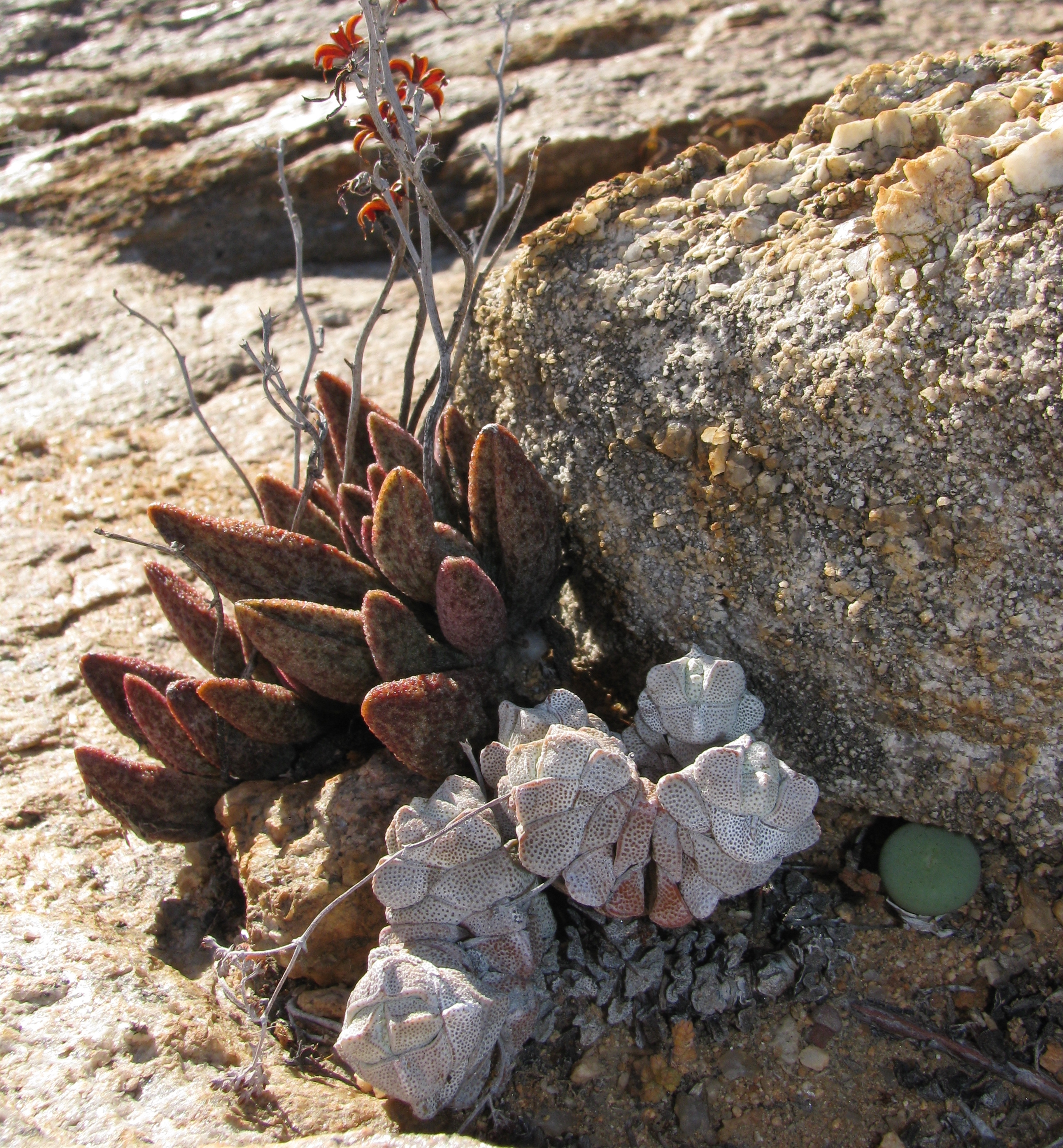
ساکولنت‌ها، مانند آدرومیسکوس ماریانی (Adromischus marianae)، کراسولا فریب‌کار (Crassula deceptor) و کانوفیتوم، تمایل زیادی به خاک‌های خشک و با زهکشی سریع دارند و اغلب مستقیماً روی سنگ‌ها رشد می‌کنند.

به غیر از جنوبگان، گیاهان گوشتی را می‌توان در هر قاره‌ای یافت. در حالی که معمولاً تصور می‌شود بیشتر گیاهان گوشتی در مناطق خشک مانند استپ‌ها، مناطق نیمه‌بیابانی و بیابان‌ها می‌رویند، خشک‌ترین مناطق جهان، زیستگاه‌های مناسبی برای گیاهان گوشتی به‌شمار نمی‌آیند چرا که گیاه ساکولنت بسیار کند رشد می‌کند و در طول این مدت می‌تواند زیر شن دفن شود. استرالیا، خشک‌ترین قاره مسکونی جهان، به دلیل خشک‌سالی‌های مکرر و طولانی‌مدت، تعداد بسیار کمی ساکولنتِ بومی دارد. حتی آفریقا، قاره‌ای که بومی‌ترین گیاهان گوشتی را در خود جای داده‌است، ساکولنت‌های زیادی در خشک‌ترین منطقه‌های آن وجود ندارند. هرچند ساکولنت‌ها نمی‌توانند در خشک‌ترین منطقه‌ها رشد کنند، اما آن‌ها می‌توانند در منطقه‌هایی برویند که گیاهان دیگر نمی‌توانند. در حقیقت، بسیاری از گیاهان گوشتی در شرایط خشک قادر به رشد و نمو هستند و برخی از آن‌ها بسته به محیط و خودسازگاری تا دو سال بدون آب دوام می‌آورند. گاهی، گیاهان گوشتی ممکن است به صورت گیاه هوازی ظاهر شوند و روی گیاهان دیگر جای بگیرند. تماس آن‌ها با زمین محدود یا بدون تماس هستند و توانایی ذخیره آب و به‌دست آوردن مواد مغذی را از راه‌های دیگر دارند؛ تیلاندزیا جای مناسبی برای زیست این‌گونه گیاهان است. گیاهان گوشتی همچنین می‌توانند در کناره دریا و دریاچه‌های خشک زندگی کنند؛ منطقه‌هایی که دارای مقادیر زیادی مواد معدنی محلول هستند که برای بسیاری از گونه‌های گیاهی دیگر سمی و کشنده است. گیاهان گوشتی می‌توانند در محیط خانه و در گلدان با کمترین مراقبت نگهداری شوند.

## خانواده‌ها و سرده‌ها
تقریباً شصت خانواده مختلف گیاهی وجود دارد که ساکولنت‌ها را در خود جای می‌دهند. در برخی از خانواده‌ها و زیرخانواده‌ها، بیشتر اعضا ساکولنت هستند. برای نمونه علف‌فرشیان، گل نازیان، کاکتوس‌ها و آگاوه‌وشان. جدول زیر، تعدادی از گونه‌های آبدار موجود در خانواده‌ها و محل بومی زندگی آنان را نشان می‌دهد.
| زیستگاه                                                | بخش‌های گوشتی        | ساکولنت #     | خانواده یا زیرخانواده |
| ------------------------------------------------------ | ------------------- | ------------- | --------------------- |
| آمریکای شمالی و مرکزی                                  | برگ                 | ۳۰۰           | Agavoideae            |
| آمریکا                                                 | ساقه (ریشه، برگ)    | ۱۶۰۰          | Cactaceae             |
| همه جهان                                               | برگ (ریشه)          | ۱۳۰۰          | Crassulaceae          |
| آفریقای جنوبی، استرالیا                                | برگ                 | ۲۰۰۰          | Aizoaceae             |
| آفریقا، عربستان، هند، استرالیا                         | ساقه                | ۵۰۰           | Apocynaceae           |
| آفریقا، ماداگاسکار، استرالیا                           | برگ                 | ۵۰۰+          | Asphodelaceae         |
| ماداگاسکار (بومی)                                      | ساقه                | ۱۱            | Didiereaceae          |
| استرالیا، آفریقا، ماداگاسکار، آسیا، قاره آمریکا، اروپا | ریشه یا ساقه یا برگ | >۱۰۰۰         | Euphorbiaceae         |
| قاره آمریکا، استرالیا، آفریقا                          | برگ و ساقه          | ~۵۰۰          | Portulacaceae         |
| همه جهان به جز قطب جنوب                                | برگ                 | ۴ تا یا بیشتر | Cheirolepidiaceae     |

## کشت

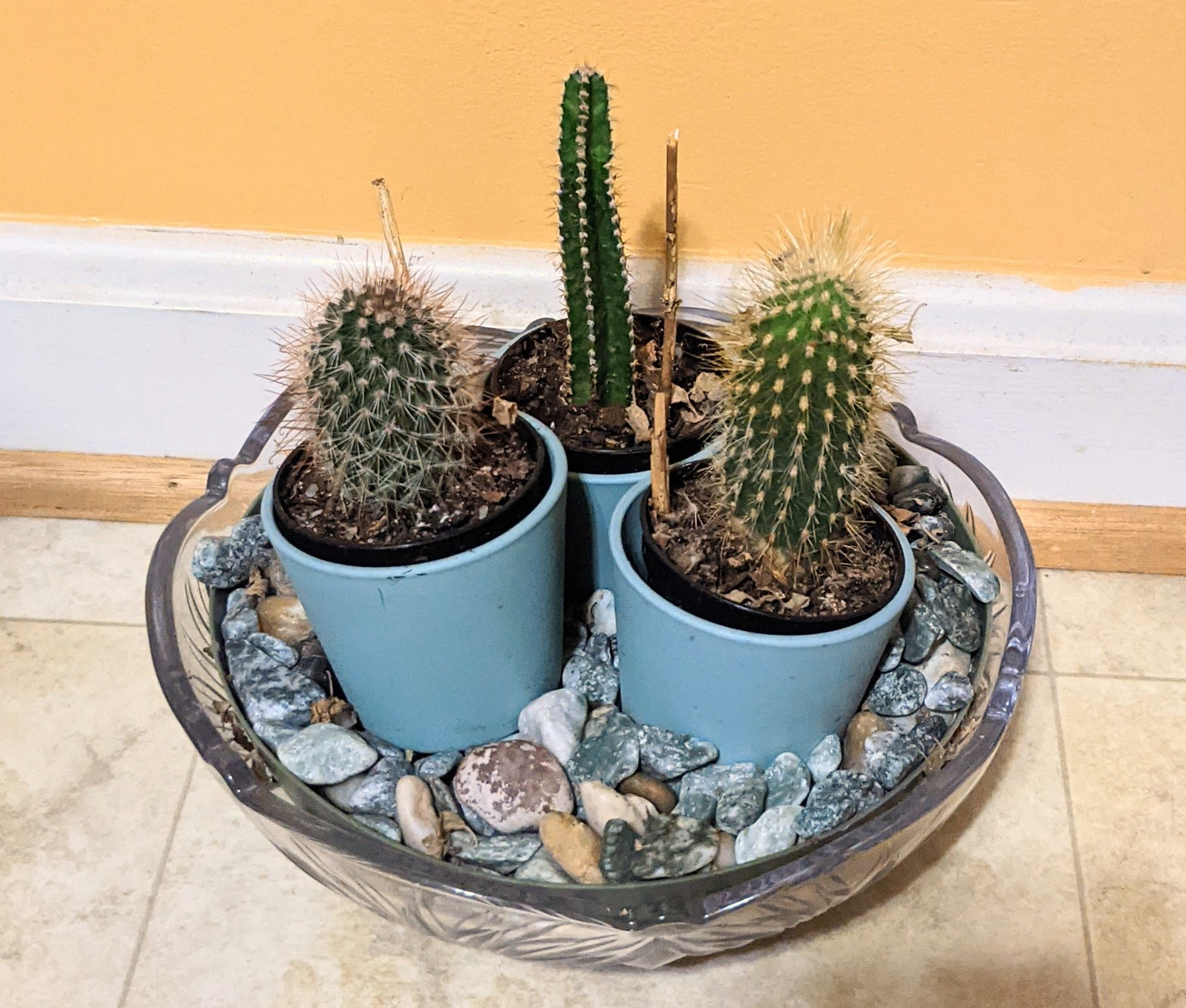
کاکتوس‌ها در منازل، بدون رسیدگی و مراقبت زیاد، می‌توانند سال‌ها زندگی کنند.

ساکولنت‌ها به دلیل رخسار فریبنده و آسانی در نگهداری، در جایگاه گیاهان آپارتمانی مورد علاقه هستند. اگر گلدان مناسب باشد، ساکولنت‌ها برای نگهداری در خانه به مراقبت کمی نیاز دارند. این‌ها گیاهان خانگی بسیار سازگاری هستند. در محیط سرپوشیده می‌توانند در دامنه گسترده‌ای از شرایط سازگاری داشته باشند. برای بیشتر پرورش‌دهندگان این گیاه، آبیاری بیش از حد و عفونت‌های ناشی از آن، دلیل اصلی مرگ‌و میر است.
گیاهان گوشتی را می‌توان با روش‌های گوناگون تکثیر کرد. متداول‌ترین نوع آن تکثیر رویشی (قلمه زدن) است. در این روش قلمه‌هایی به‌طول چندین اینچ از ساقه با برگ بریده می‌شود و پس از بهبود، در ناحیه برش یک پینه تولید می‌شود. پس از یک هفته یا بیشتر، ریشه‌ها شروع به رشد می‌کنند. روش دوم 'تقسیم' است که در ان یک دسته از ساقه‌ها و ریشه‌های آنها که بیش از حد رشد کرده جدا می‌شوند. روش سوم تکثیر با برگ است که باید گذاشت تا پینه تشکیل شود. در این روش، یک برگ از پایین گیاه اغلب با پیچاندن یا برش از گیاه برداشته می‌شود. سپس به برگ چند روز زمان داده می‌شود تا خشک شده و پینه تشکیل شود تا موقع کاشت مانع از جذب رطوبت زیاد برگ و در نتیجه پوسیدگی آن شود. این روش چند هفته طول می‌کشد و پس از آن ریشه‌های سالمی تشکیل می‌شوند که خود می‌توانند گیاه تازه‌ای رشد دهند. تکثیر رویشی می‌تواند با توجه به گونه‌های گوناگون متفاوت باشد.

## مشکلات و بیماری‌های خاص

### لکه‌های قهوه‌ای خشک
دلیل آن آبیاری ناکافی است. باید به یاد داشت که گیاهان گوشتی در تابستان به آب فراوان نیاز دارند.

### ساقه، دراز و بد شکل است
دلیل آن، آبیاری در زمستان یا کمبود نور در تابستان است. گاهی گلدان بچرخانید تا رشد گیاهان یک نواخت شود.

### برگ‌ها پژمرده و بی‌رنگ‌اند
دلیل آن آبیاری بیش از اندازه در زمستان است.

### لکه‌های قهوه‌ای نرم
گیاه به بیماری لکه برگی دچار است. با افزودن قارچ کش‌های سیستمیک، آبیاری کنید. تهویه گیاهان ضرورت دارد.

### پایه گیاه می‌پوسد و ساقه می‌میرد
گیاه دچار بیماری پوسیدگی پایه ناشی از رطوبت زیاد در زمستان است. از قسمتهای بالای گیاه برای تکثیر استفاده و در زمستان از آبیاری زیاد پرهیز کنید.

### ریزش ناگهانی برگ
دلیل این مسئله آبیاری با آب خیلی سرد است. از این پس با آب ولرم آبیاری کنید. احتمال دیگر ناکافی بودن آبیاری در تابستان است.